# 김수민 (아나운서)
김수민(金修民, 1997년 4월 9일~)은 전 SBS의 아나운서이다. TV 동물농장에서 최근 2주 동안 장예원 아나운서의 대타로 진행한 이력이 있다.

## 학력
- 예원학교 미술과 (졸업)
- 서울예술고등학교 미술과 (졸업)
- 한국예술종합학교 미술원 조형예술과

## 경력
- 2018년 10월 ~ 2021년 5월 SBS 아나운서

## 방송

### 뉴스
- SBS 모닝와이드 파워 스포츠 (2020년 8월 31일 ~ 2021년 4월 30일)

### 교양
- SBS 모닝와이드 - 생생 지구촌 (2019년 1월 21일 ~ 11월 2일)
- SBS 열린 TV 시청자 세상 (2019년 2월 21일 ~ 2021년 5월 30일)
- SBS 톡톡 정보 브런치 (2020년 11월 6일 ~ 2021년 4월 30일)
- SBS TV 동물농장 (2021년 2월 7일 ~ 5월 30일)

### 예능
- SBS 본격연예 한밤

### 어린이 프로그램
- SBS 애니갤러리 (2019년 10월 2일 ~ 2021년 6월 30일)

### 드라마
- SBS 펜트하우스 2 (특별출연)